# Orectogyrus probus
Orectogyrus probus là một loài bọ cánh cứng trong họ van Gyrinidae. Loài này được Brinck miêu tả khoa học năm 1956.